# Назаров, Сергей Петрович
Сергей Петрович Назаров (род. 7 ноября 1962) — советский хоккеист, нападающий.
Начинал играть в команде второй лиги «Олимпия» Кирово-Чепецк (1978/79). Затем выступал в ленинградских командах низших лиг. С сезона 1979/80 играл в фарм-клубе СКА — команде второй лиги ВИФК. В сезонах 1981/82 — 1982/83 провёл 29 матчей в высшей лиге за СКА. Играл за фарм-клуб — «Звезду» Оленегорск и «Ижорец» (1984/85 — 1986/87).